# 偏微分
数学（解析学）の多変数微分積分学における偏微分（へんびぶん、英: partial differentiation）は、多変数関数に対して一つの変数のみに関する（それ以外の変数は定数として固定する）微分である（全微分では全ての変数を動かしたままにするのと対照的である）。偏微分によって領域の各点で得られる微分係数と導関数はそれぞれ偏微分係数（へんびぶんけいすう、英: partial derivative）、偏導関数（へんどうかんすう）と呼ばれる。用語の濫用として、偏微分係数や偏導関数も偏微分と呼ばれる。偏微分はベクトル解析や微分幾何学などで用いられる。
函数 f(x, y, …) の変数 x に関する偏微分は
{\displaystyle f_{x}^{\prime },\quad f_{x},\quad \partial _{x}f,\quad {\frac {\partial }{\partial x}}f,\quad {\frac {\partial f}{\partial x}}}
など様々な表し方がある。一般に函数の偏微分はもとの函数と同じ引数を持つ函数であり、このことを
{\displaystyle f_{x}(x,y,\ldots ),\quad {\frac {\partial f}{\partial x}}(x,y,\ldots )}
のように記法に明示的に含めてしまうこともある。偏微分記号 ∂ が数学において用いられた最初の例の一つは、1770年以降マルキ・ド・コンドルセによるものだが、それは偏差分の意味で用いられたものである。現代的な偏微分記法はアドリアン＝マリ・ルジャンドル が導入しているが、後が続かなかった。これを1841年に再導入するのがカール・グスタフ・ヤコブ・ヤコビである。
偏微分は方向微分の特別の場合である。また無限次元の場合にこれらはガトー微分に一般化される。

## 定義

### 2変数の場合
簡単のため、2 変数の場合のみを詳しく述べる。z = f(x, y) を R2 のある領域上で定義された実数値関数で、x と y とは関数関係を持たずに独立に変化することができるとする。そして y を任意の値 b で固定すると、これを z = f(x, b) = f1(x) という変数 x の関数だと思うことができる。このとき、この z = f1(x) の x = a における微分係数
{\displaystyle {\begin{aligned}{\frac {df_{1}}{dx}}(a)&=\lim _{\Delta x\to 0}{\frac {f_{1}(a+\Delta x)-f_{1}(a)}{\Delta x}}\\&=\lim _{\Delta x\to 0}{\frac {f(a+\Delta x,b)-f(a,b)}{\Delta x}}\end{aligned}}}
を z = f(x, y) の、点 (a, b) における x に関する偏微分係数とよぶ。この極限を
{\displaystyle \left.{\frac {\partial z}{\partial x}}\right|_{(x,y)=(a,b)}={\frac {\partial z}{\partial x}}(a,b)=f_{x}(a,b)=z_{x}|_{x=a,y=b}}
などのように記す。z = f(x, y) を曲面と考えると、偏微分係数 fx(a, b) は領域上の点 (a, b) における、z の x 方向の傾きを表している。領域 D ⊂ R2 の各点 (x, y) で x に関する偏微分係数が存在するとき、これを x, y の関数と見た
{\displaystyle \partial _{x}f(x,y)=f_{x}(x,y)={\frac {\partial z}{\partial x}}=\lim _{\Delta x\to 0}{\frac {f(x+\Delta x,y)-f(x,y)}{\Delta x}}}
を z = f(x, y) の x に関する偏導関数と呼ぶ。領域 D の各点で偏導関数が定義できるとき、z は領域 D において x に関して偏微分可能であるという。
同様に、x を任意の値 a で固定してできる z = f(a, y) = f2(y) という y についての関数が、ある領域 D に属する y について微分可能なら
{\displaystyle f_{y}(x,y)={\frac {\partial z}{\partial y}}:=\lim _{\Delta y\to 0}{\frac {f(x,y+\Delta y)-f(x,y)}{\Delta y}}}
を z の y についての偏導関数といい、z は D において y について偏微分可能であるという。

### 形式的な定義
一般の場合、u = f(x1, x2, ..., xn) の変数
xi (1 ≤ i ≤ n) に関する偏微分または偏導関数とは、Rn のある領域 D の各点において極限
{\displaystyle \lim _{\Delta x_{i}\to 0}{\frac {f(x_{1},\ldots ,x_{i}+\Delta x_{i},\ldots ,x_{n})-f(x_{1},\ldots ,x_{i},\ldots ,x_{n})}{\Delta x_{i}}}}
が存在するとき、その極限として得られる D 上の関数のことをいい
{\displaystyle {\frac {\partial f}{\partial x}}=f_{x}=\partial _{x}f=u_{x}}
などであらわす。他に使われている変数を明示するときは
{\displaystyle \left({\frac {\partial f}{\partial x}}\right)_{y,z},\quad \partial _{x}f(x,y,z),\quad u_{x}|_{x_{1},x_{2},\ldots ,x_{n}}}
などの記法が使われる

## 高階偏導関数
偏導関数がさらに偏微分可能ならば、偏微分を繰り返して高階（高次）の偏導関数
{\displaystyle {\frac {\partial ^{2}f}{\partial x^{2}}}=f_{xx}=\partial _{xx}f}
{\displaystyle {\frac {\partial ^{2}f}{\partial x\,\partial y}}={\frac {\partial }{\partial x}}\left({\frac {\partial f}{\partial y}}\right)=f_{yx}}
などを考えることができる。一般に多重指数 α = (a1, a2, ..., an) に対して |α| = a1 + a2 + ... + an として
{\displaystyle \partial _{\alpha }f={\frac {\partial ^{|\alpha |}f}{\partial x_{1}^{a_{1}}\,\partial x_{2}^{a_{2}}\cdots \partial x_{n}^{a_{n}}}}=f^{(\alpha )}}
を定義することができる。
たとえば 2 変数の関数 f(x, y) が偏微分可能で、さらに二つの偏導関数 fx , fy が偏微分可能なとき、f の二階の偏導関数は
fxx , fxy , fyx , fyy 
の 4 つが定義できる。ここで、二つの偏導関数 fxy , fyx は一般には異なる関数であるが、これらの偏導関数が連続、つまり元の関数が C2 級であるならば、両者は一致する（ヤングの定理）。
また、一致しないものとしては、たとえば全平面で定義される関数
{\displaystyle f(x,y)={\begin{cases}{\cfrac {xy(x^{2}-y^{2})}{x^{2}+y^{2}}}&(x,y)\neq (0,0),\\[10pt]0&(x,y)=(0,0).\end{cases}}}
が挙げられる。実際このときは fxy(0, 0) ≠ fyx(0, 0) となる。

## 応用
- ベクトル解析において、f の各一階偏微分をベクトルの形にまとめて f の勾配 grad f が与えられる:
{\displaystyle \operatorname {grad} f=\nabla f:=\left({\frac {\partial f}{\partial x_{1}}},\ldots ,{\frac {\partial f}{\partial x_{n}}}\right)^{\top }.}
- 同様に二階偏微分を行列の形にまとめてヘッセ行列を得る:
{\displaystyle \operatorname {H} _{f}=\left({\frac {\partial ^{2}f}{\partial x_{i}\partial x_{j}}}\right)={\begin{pmatrix}{\frac {\partial ^{2}f}{\partial x_{1}\partial x_{1}}}&\dots &{\frac {\partial ^{2}f}{\partial x_{1}\partial x_{n}}}\\\vdots &\ddots &\vdots \\{\frac {\partial ^{2}f}{\partial x_{n}\partial x_{1}}}&\dots &{\frac {\partial ^{2}f}{\partial x_{n}\partial x_{n}}}\end{pmatrix}}.}
- 高次元版のテイラーの公式: k-回連続的微分可能函数 f: U → R は点 a = (a1, …, an) ∈ U の近傍でテイラー多項式を用いて{\displaystyle f(a+h)=\sum _{s=0}^{k}\,\sum _{j_{1}+\dots +j_{n}=s}{\frac {1}{j_{1}!\cdots j_{n}!}}\,{\frac {\partial ^{s}f}{\partial x_{1}^{j_{1}}\cdots \partial x_{n}^{j_{n}}}}(a)\,h_{1}^{j_{1}}\cdots h_{n}^{j_{n}}+r(a,h)}と近似される。ただし、h = (h1, …, hn) は |h| → 0 の極限で k-次より高次の無限小、即ち{\displaystyle \lim _{|h|\to 0}{\frac {|r(a,h)|}{|h|^{k}}}=0}を満たす。
- 通常の微分積分学において実函数の最大値・最小値を求める一変数の極値問題と同様に、多変数函数の極値問題に対しても微分係数の一般化によってその極値を決定することができ、その計算において偏微分が必要となる。
- 微分幾何学では全微分を決定するのに必要である。
- 偏微分はベクトル解析においても本質的である。スカラー場やベクトル場の勾配、発散、回転やラプラス作用素の成分は偏微分で与えられる。ヤコビ行列も同様である。

## 「偏積分」
通常の微分に対する不定積分（原始関数）に対応する概念を、偏微分に対しても考えることができる。すなわち、偏導関数を既知としてもとの関数を復元する操作である。
例として、∂z⁄∂x = 2x + y を考える。偏微分するときにそうしたように y を定数と見て、x に関する「偏」積分として
{\displaystyle z=\int {\frac {\partial z}{\partial x}}\,dx=x^{2}+xy+g(y)}
をとることができる。ここに、積分「定数」はもはや定数と仮定することはできず、もとの関数の引数のうち x 以外のもの全てを変数とするような函数と考えなければならない。なぜならば、x での偏微分に際してその他の変数は全て定数として扱われるから、x を含まぬ任意の函数は偏微分によって消えてしまうので、そのことを勘案して不定積分を定式化せねばならない。こういったことを諸々含めた意味で、その他の変数をすべて含む未知函数を「定数」と呼ぶことにするのである。
そうすると、任意の一変数函数 g を含む函数 x2 + xy + g(y) 全体の成す集合が、x に関する偏微分で 2x + y となる二変数 x, y の函数全体の成す集合を表すことがわかる。
仮に一つの函数の任意の偏微分が（例えば勾配などによって）既知であるならば、上記のやり方で以て全ての偏原始函数を同定すれば、もとの函数は定数の違いを除いて再構成することができる。